# Avro Canada CF-105
Die Avro Canada CF-105 Arrow war ein Deltaflügel-Abfangjäger des kanadischen Herstellers Avro Aircraft (Canada). Ausgangspunkt war eine Entwurfsstudie aus dem Jahr 1953. Die CF-105 war in der Lage, in 50.000 Fuß (15.000 Meter) Höhe eine Geschwindigkeit von Mach 2 zu erreichen.
Das Testprogramm begann 1958, wurde aber 1959 abgebrochen, ebenso die Entwicklung des vorgesehenen Orenda Iroquois-Triebwerks. Die Debatte über diesen Abbruch hält bis heute an.

## Vorgeschichte
Nach dem Zweiten Weltkrieg begann die Sowjetunion mit der Entwicklung von Langstreckenbombern, die in der Lage waren, Atomwaffen nach Europa und Nordamerika zu tragen. Daraufhin entwarfen einige westliche Länder Abfangjäger, die diese Bomber vor Erreichen ihrer Ziele zerstören sollten.
A. V. Roe Canada Limited, eine 1945 gegründete Tochter von Hawker Siddeley, begann 1946 mit dem Entwurf eines strahlgetriebenen Kampfflugzeugs für die kanadische Luftwaffe. Es entstand der Allwetterjäger Avro CF-100 „Canuck“, der 1953 in Dienst gestellt wurde.
Aufgrund der langen Entwicklungszeit für neue Kampfjets und der Bedrohung durch strahlgetriebene Bomber der Sowjetunion begann frühzeitig die Suche nach einem Nachfolger für die CF-100. Im März 1952 erhielt Avro Canada das Anforderungsprofil für einen überschallschnellen, mit Flugkörpern bewaffneten Allwetter-Abfangjäger.

## Entwurf und Entwicklung
Die deutsche Forschung während des Zweiten Weltkrieges hatte einige Lösungsmöglichkeiten für den Überschallflug erbracht. So konnte das Problem der entstehenden Stoßwellen durch sehr dünne Tragflächen gelöst werden. Diese konnten allerdings keine Treibstofftanks oder Waffenpositionen aufnehmen.
Als Alternative galt die Pfeilung der Tragflächen, wie sie bereits für die Canuck-Weiterentwicklung CF-103 vorgesehen war. Allerdings wären die Entwicklungskosten der CF-103 weit höher gewesen als die Leistungssteigerung gegenüber dem Vorgänger.
Stattdessen entschieden sich die Konstrukteure für einen Deltaflügel, der eine größere Fläche und mehr Innenraum als die gepfeilten Flügel aufwies. Dadurch konnten die Flughöhe und – dank vergrößerter Tanks – die Reichweite gesteigert werden. Dafür nahm man Nachteile bei niedrigen Geschwindigkeiten und Flughöhen in Kauf, die bei einem Abfangjäger nur eine geringe Rolle spielten.
Zur Diskussion standen zwei Versionen der C104 – die einstrahlige C104/1 und die zweistrahlige C104/2. Beide Flugzeuge waren als Tiefdecker ausgelegt und hatten neuentwickelte Orenda TR.9-Triebwerke. Als Bewaffnung waren von Canadair entwickelte Velvet-Glove-Lenkflugkörper vorgesehen, für die interne Waffenpositionen vorhanden waren. Der Pilot sollte durch ein vollautomatisches Waffenkontrollsystem unterstützt werden, ähnlich dem der F-86D Sabre.
Die Diskussionen zwischen Avro und der kanadischen Luftwaffe führten zu einer Vielzahl möglicher Konstruktionen, mit denen die Vorgaben aus dem Programm Specification AIR 7-3 vom April 1953 erfüllt werden konnten.
AIR 7-3 forderte im Besonderen:
- zwei Piloten unter Verzicht auf ein vollautomatisches Waffenkontrollsystem
- zwei Triebwerke, um das Gesamtgewicht und damit die Treibstoffmenge erhöhen zu können
- eine Reichweite von 300 Seemeilen (556 km) für normale Flüge
- eine Reichweite von 200 Seemeilen (370 km) für Hochgeschwindigkeits-Abfangeinsätze
- Einsatz von 6.000 Fuß (1830 m) langen Startbahnen
- eine Geschwindigkeit von Mach 1,5 auf 50.000 Fuß (15.000 m) Höhe
- Richtungsänderungen unter 2g Belastung ohne Geschwindigkeitsverlust bei Mach 1,5 und 50.000 Fuß.
- Die Zeit zwischen Startbefehl und Erreichen der 50.000 Fuß Einsatzhöhe mit Mach 1,5 sollte weniger als fünf Minuten betragen
- Die Zeit zwischen Landung und erneutem Start sollte weniger als zehn Minuten betragen

Eine Untersuchung ergab, dass kein Flugzeug der USA, Frankreichs oder Großbritanniens diese Forderungen erfüllen konnte.
Avro stellte seine überarbeitete C105 im Mai 1953 vor, im Grunde eine C104/2 mit Zweimann-Cockpit und Martin-Baker-Mk.5-Schleudersitzen. Der Wechsel zur Schulterdecker-Auslegung führte zu einer verbesserten Erreichbarkeit der Waffen und Triebwerke. Durch das Aufsetzen der einheitlichen Tragfläche auf den Rumpf konnte die Konstruktion vereinfacht und die Stabilität erhöht werden. Der Entwurf erzwang ein sehr hohes dreibeiniges, jeweils doppelt bereiftes Fahrgestell, das im dünnen um 60° gepfeilten Deltaflügel mit Sägezahnvorderkante untergebracht werden musste. Die Flügelfläche wurde nach zahlreichen Erprobungen auf 111 m² festgelegt und enthielt sechs Integraltanks (zwei weitere im Rumpf). Seitlich des kastenförmigen Rumpfes befanden sich die rechteckigen Lufteinläufe und die Triebwerke. Drei Antriebe standen zur Auswahl. Am Ende setzte sich das Rolls-Royce RB.106-Triebwerk gegen die Modelle Bristol B.0L.4 Olympus und Curtiss-Wright J67 durch. Unter dem großen Seitenleitwerk in einer konischen Verkleidung über den Luftaustrittsöffnungen der Triebwerke war ein Bremsschirm angebracht.
Eine B-47 die von der USAF ausgeliehen wurde, wurde mit Kanadischer Registration und Hoheitszeichen sowie einem orangen Seitenleitwerk und einem orangen Rumpfband hinter der Tragfläche versehen. Bei diesem Flugzeug wurde am rechten Hinterrumpf ein Iroquis-Triebwerk von Orenda getestet. In dieser Konfiguration verfügte die B-47 über 7 Strahltriebwerke.
Der Waffenschacht fiel größer aus als bei der C104/2. Das vorgesehene Waffensystem Hughes MX-1179 erlaubte den Einsatz von radar- und infrarotgelenkten Raketen, wie vier bis sechs Falcon. Die Entwicklung der radargesteuerten Velvet-Glove-Rakete wurde aufgrund unlösbarer Probleme 1956 abgebrochen.
Im Juli 1953 erhielt Avro den Auftrag zum Bau einer Entwurfsstudie, für die zunächst 27 Millionen Dollar zur Verfügung gestellt wurden. Als Reaktion auf den neuen sowjetischen Bomber Mjassischtschew M-4 und die Tests der Wasserstoffbombe wurden weitere 260 Millionen Dollar für fünf Testflugzeuge Arrow Mark 1 sowie 35 Arrow-Mark-2-Serienmaschinen freigegeben.

## Produktion

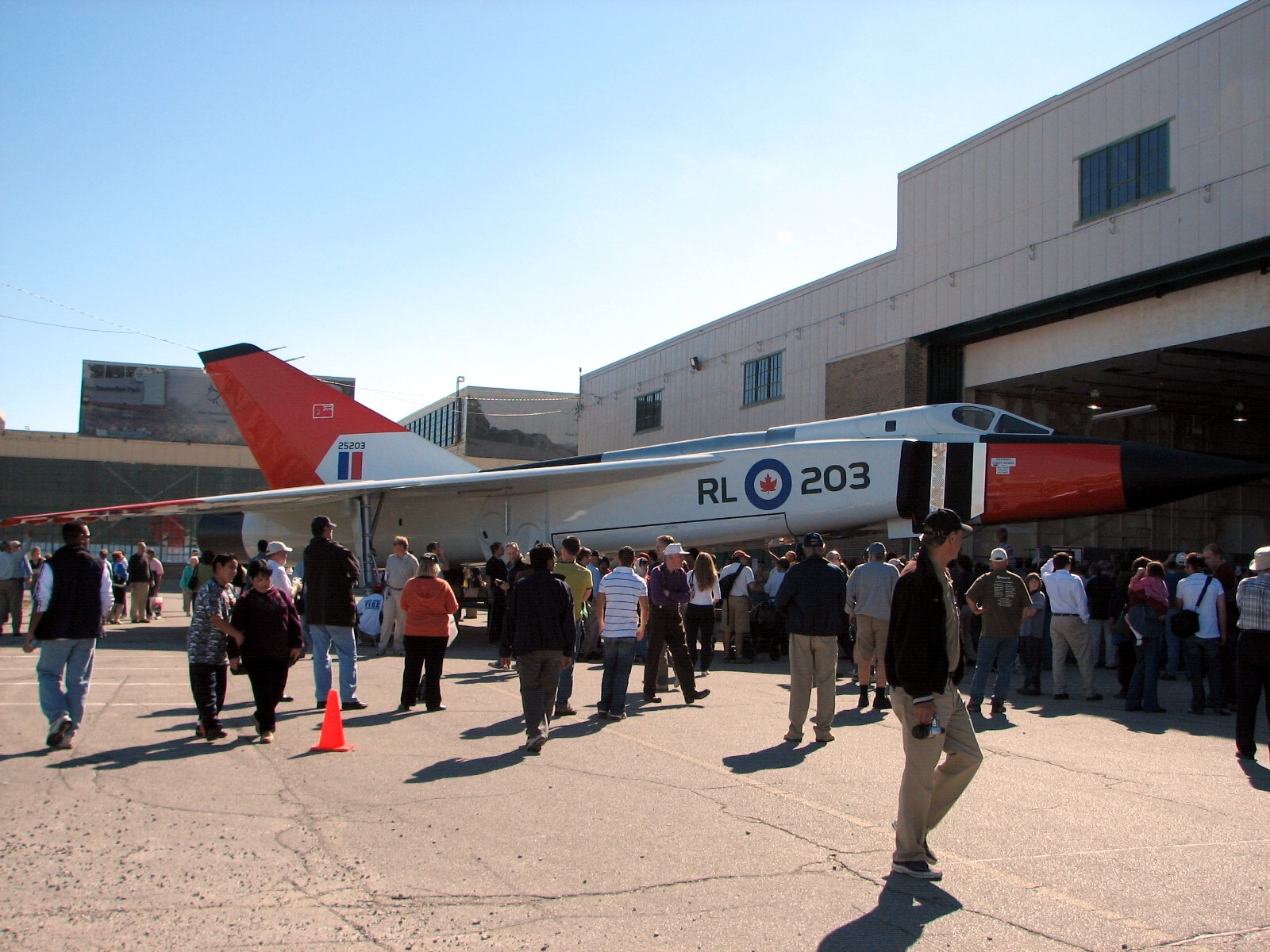
Avro Canada CF-105 „Arrow“ (Nachbau im Toronto Aerospace Museum)

Um Entwicklungszeit zu sparen, wurde auf den Bau klassischer Prototypen verzichtet und die Ergebnisse der Testflüge direkt in der Serienproduktion umgesetzt. Um das Risiko minimal zu halten, wurde ein sehr umfangreiches Testprogramm beschlossen. Tatsächlich mussten nur sehr wenige Veränderungen vorgenommen werden, vor allem an den Tragflächen.
Für den Rumpf wurde eine Magnesium-Titan-Legierung verwendet, ein teures und damals selten genutztes Material. Die Konstruktion war ansonsten konventionell ausgelegt, obwohl die Avionik mit Autopilot und automatischem Landesystem recht modern ausgelegt war.
1954 wurde das RB.106-Programm abgebrochen, stattdessen sahen die Konstrukteure das J67-Triebwerk vor. Da auch dieses seit 1955 nicht mehr zur Verfügung stand, musste man für die ersten Testflüge auf den P&W-J75-Antrieb zurückgreifen. Gleichzeitig begann Orenda mit der Entwicklung des Orenda „Iroquois“ PS-13 mit 125 kN Nachbrennerschub, das in die Version Mark 2 eingebaut werden sollte. Am Ende ging nur das zuvor abgelehnte Bristol-Olympus-Triebwerk in Produktion.
1956 fiel die Entscheidung, auf das MX-1179-System und die Falcon-Raketen zu verzichten. Stattdessen forderte die kanadische Luftwaffe das fortschrittlichere, aber noch ungetestete Feuerleitsystem RCA-Victor Astra und die ebenfalls noch ungetestete AIM-7 Sparrow.
Die Produktion der Mark 1 begann 1955, der Rollout des ersten Prototyps RL201 (25201) erfolgte am 7. Oktober 1957. Da es Probleme mit dem Fahrwerk gab, musste die Maschine modifiziert werden und so fand der Erstflug erst am 25. März 1958 mit Jan Zurakowski an Bord statt. Als Antrieb diente das J75-Triebwerk, ein Feuerleitsystem stand noch nicht zur Verfügung. Beim dritten Testflug durchbrach das Flugzeug erstmals die Schallmauer. Bei der Landung nach dem elften Flug brach das Fahrwerk und die Maschine setzte auf dem Bauch auf. Sie flog aber bereits am 5. Oktober 1958 wieder. Der zweite Prototyp startete am 1. August 1958 zum Erstflug und erreichte später mit Mach 1,96 die höchste Geschwindigkeit. Gebaut wurden insgesamt fünf Exemplare, die bis Februar 1959 Testflüge absolvierten. Der sechste Prototyp RL206, die erste Mark 2, verfügte bereits über Iroquois-Triebwerke. Weitere Varianten waren in Vorbereitung, wurden aber nicht mehr gebaut.

## Abbruch des Programms
Im Juni 1957 kam es in Kanada zu einem Regierungswechsel und damit zu einem Überdenken des Arrows-Programms. Nun wurde die Bedrohung durch Atomraketen höher eingeschätzt als durch feindliche Bomber. Das zur Verfügung stehende Geld sollte daher für ein Raketenabwehrsystem ausgegeben werden, für die CF-105 standen nicht mehr genügend Mittel bereit. Dazu kam, dass auch die kanadische Luftwaffe von der Maschine aufgrund ihrer enormen Größe und ihrer geringen Vielseitigkeit nicht begeistert war. Bereits im September 1958 wurde das Astra-/Sparrow-Programm beendet, am 20. Februar 1959 folgte das endgültige Aus kurz vor der Fertigstellung des sechsten Prototyps.
Ungefähr zur gleichen Zeit wurden ähnliche Programme eingestellt, so in den USA bei der Republic XF-103 und der North American XF-108. Eine ähnliche Entscheidung betraf die Flugzeugprojekte Großbritanniens.
Die Entscheidung der kanadischen Regierung führte zur sofortigen Entlassung von 14.000 Arbeitern bei Avro und Orenda. Einschließlich der Zulieferer gingen ungefähr 30.000 Arbeitsplätze verloren.
Aus Angst vor Spionage wurden fast alle Flugzeuge, Bauteile und Produktionsunterlagen innerhalb von zwei Monaten vernichtet. Dieses schnelle Handeln begünstigte die Entstehung einiger Verschwörungstheorien.
Die Bugsektion der ersten Arrow Mark 2 (RL206) blieb als einziges erhalten und kann im Canada Aviation and Space Museum in Ottawa besichtigt werden. Ein Nachbau der Maschine befindet sich ebenfalls im Canada Aviation and Space Museum.
Zwei maßstabsgerechte Testmodelle von drei Meter Länge aus der Entwicklungszeit wurden 2017 im Ontariosee entdeckt und sollen geborgen werden.

## Technische Daten

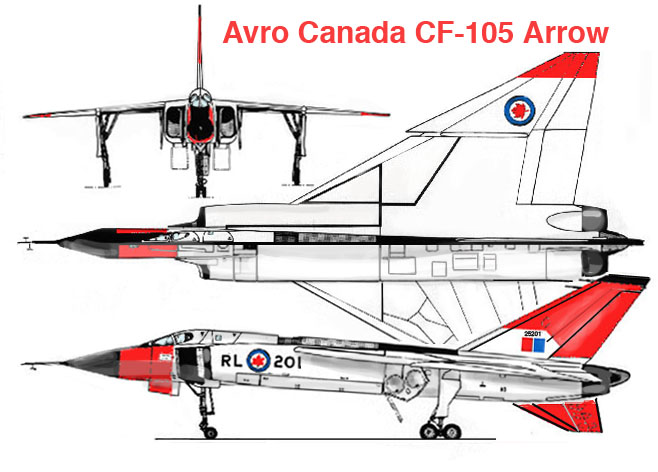
Avro Canada CF-105

| Kenngröße             | Daten                                                   |
| --------------------- | ------------------------------------------------------- |
| Besatzung             | 2                                                       |
| Länge                 | 23,71 m                                                 |
| Spannweite            | 15,24 m                                                 |
| Höhe                  | 6,25 m                                                  |
| Flügelfläche          | 113,8 m²                                                |
| Flügelstreckung       | 2,0                                                     |
| Leermasse             | 22.245 kg                                               |
| Startmasse            | 31.120 kg                                               |
| Reisegeschwindigkeit  | 977 km/h                                                |
| Höchstgeschwindigkeit | 2.104 km/h                                              |
| Steiggeschwindigkeit  | 226 m/s                                                 |
| Dienstgipfelhöhe      | 18.290 m                                                |
| Reichweite            | 2.400 km                                                |
| Aktionsradius         | 480–660 km                                              |
| Triebwerke            | 2 × Pratt & Whitney J75-P-3 oder P-5 mit 104,6 kN Schub |
| Avionik               | Feuerkontrollsystem Hughes MX-1179                      |

### Vorgesehene Bewaffnung
- Lenkflugkörper: 8 × AIM-4 Falcon, Canadair Velvet Glove (bis 1956), 2 AIM-7 Sparrow II 2D
- ungelenkte Raketen: 1–4 × AIR-2 Genie

## Vergleichbare Typen
- Convair F-106 Delta Dart
- English Electric Lightning
- McDonnell F-101B Voodoo
- North American XF-108 Rapier
- Saab 35 Draken
- MiG-25